# Juan Villalonga
Juan Villalonga Navarro (Madrid, 8 de abril de 1953) es un empresario español. Ha sido director ejecutivo de Telefónica (1997-2000), socio de McKinsey & Company (1980-1989), director general de Credit Suisse First Boston (1993-1994) y director general de Bankers Trust España (1995-1996). En la actualidad es asesor de negocios y promotor de empresas y equipos de gestión.

## Biografía
Nacido en Madrid, Juan Villalonga Navarro desciende de una familia de empresarios. Su familia paterna era propietaria de la compañía de ferrocarriles de Valencia (CTFV-1917). Su tío abuelo, Ignacio Villalonga, era Gobernador de Cataluña cuando en 1935 se suspendió la autonomía, y posteriormente sería presidente de uno de los bancos más grandes de España, el Banco Central (1943-1970). 
Juan Villalonga cursó sus primeros estudios en el Colegio Nuestra Señora del Pilar de Madrid. Allí trabó amistad con José María Aznar, más tarde presidente del Gobierno de España. Villalonga es licenciado en Derecho y Económicas por la Universidad de Deusto y máster en Administración de Empresas por el Instituto de Estudios Superiores de la Empresa (IESE) de Barcelona. Realizó las milicias universitarias, alcanzando el grado de alférez en 1975.
Su segunda mujer fue Adriana Abascal (viuda del empresario mexicano Emilio Azcárraga); residieron en Los Ángeles y en Londres. La ruptura entre ellos tuvo lugar en 2009. En total Villalonga es padre de seis hijos, habiendo nacido tres de cada uno de sus matrimonios. En 2010 contrajo matrimonio con la fotógrafa alemana Vanessa von Zitzewitz, que cuenta con el título de baronesa.

## Carrera
Durante los siguientes 18 años, Villalonga trabajó en los mercados financieros, iniciando su carrera profesional en Nueva York con el equipo de analistas de crédito de J.P. Morgan. En este puesto evaluaba el valor financiero de las empresas y hacia análisis cuantitativo y proyecciones de crédito. En 1979, ascendió a Oficial de Cuentas y fue destinado a Madrid. En 1980 Villalonga trabajó como socio de la consultora internacional McKinsey en Estados Unidos, Portugal, Brasil, Italia y España. Durante este período, se ocupó de clientes como el Banco Santander. En 1987 Villalonga abrió la sucursal de McKinsey en Roma. Más tarde fue nombrado consejero delegado para España del banco de negocios Credit Suisse First Boston y del Bankers Trust España, entidades que se beneficiaron de sus contactos en los círculos políticos y empresariales de Madrid. 

### Telefónica
En 1996 Villalonga fue nombrado consejero delegado de Telefónica, por los accionistas de Argentaria, Banco de Bilbao, La Caixa y por el apoyo del presidente del Gobierno español, José María Aznar.
Nada más llegar al puesto de consejero delegado decidió enterrar los 1,4 millones de kilómetros de fibra óptica que se habían desplegado cuando Telefónica era aún de titularidad pública. Retrasó diez años el avance en nuevas tecnologías de España, y todos los países en los que Telefónica fue operador dominante. Fue un momento crucial en el que estas tecnologías y muchas más se estaban desarrollando.
En 1998, Villalonga lanzó Telefónica Interactiva (conocida como Terra), el portal de Internet de Telefónica. A su vez se crearon Telefónica Data y Telefónica Empresas, empresas que realmente proporcionaban los servicios de ADSL y RDSI haciendo directa competencia a la empresa fantasma Terra. Se realizaron diferentes adquisiciones que incluyeron OLE (España), Zaz (Brasil), Infosel (México), Gauchonet, Donde (Argentina) y Chevere (Venezuela).
En noviembre de 1999, Terra realizó una oferta pública inicial de acciones en Estados Unidos y España con el mayor despliegue publicitario conocido hasta el momento; Los bancos colocadores eran los propietarios de todo este conglomerado de empresas y arrancaron la venta de Terra en 11,81 euros por acción inflando su valor colocándolas a sus clientes. Se les indicó que Terra era la banda ancha cuando no era más que un portal comercializador de Internet. En tres meses el precio de la acción se disparó a 157,65 euros. Se estafó a tal volumen de inversores que el mercado percibió que el sector de nuevas tecnologías no era fiable y dio lugar a la burbuja de las punto com en España. Después se desinfló gradualmente hasta los 2,75 euros por acción en octubre de 2004. En febrero de 2005, Telefónica anunció el plan de tomar el control completo de Terra, siendo aprobado por la junta de accionistas, y desapareciendo de la bolsa de mercado el 15 de julio de 2005. En la actualidad, Terra es la marca del Grupo Telefónica para contenidos y servicios basados en Internet. Este posible caso de fraude no ha sido llevado aún a los tribunales. 
La repercusión de sus decisiones ha generado enormes perjuicios al sector por una década, además de la pérdida de oportunidades tecnológicas en un momento de especial importancia en el sector.
En junio de 2000, cambió la estructura de la compañía por líneas de producto, en lugar de zonas geográficas. Telefónica compró a los accionistas minoritarios de sus filiales de América Latina: Telefónica de Argentina (del 28,8 % al 97,9 %), Telesp, Brasil (del 17,5 % al 86,6 %), Telefónica del Perú (de 40 al 93,2 %) y Tele Sudeste (del 17,6 % al 75,6 %).
En 2000 Telefónica compró Endemol, la productora de programas de televisión holandesa por 5 500 millones de euros en acciones, añadiendo a la cartera de pasatiempos de la empresa. Ese mismo año Telefónica compró el portal Lycos por 9 768 millones de euros, que sería revendido por apenas 94 millones, cuatro años más tarde, a una empresa coreana.

### Casos judicializados
En junio de 2000, el diario El Mundo de Madrid alegó que Villalonga había utilizado información privilegiada. En julio de 2000 en medio de estos rumores y de la presión del Gobierno español, Villalonga dimitió como presidente de Telefónica. En agosto del mismo año, la Comisión Nacional del Mercado de Valores (CNMV) absolvió a Villalonga de los cargos.
Villalonga está imputado por el caso Sintel España debido a la compra ilegal cedida en gran parte con el apoyo del entonces presidente del gobierno José María Aznar. Está aún a la espera de juicio. La quiebra de la empresa dio como resultado la acampada por parte de sus trabajadores en el madrileño Paseo de la Castellana durante más de un año hasta firmar un acuerdo con el gobierno que aún no se ha terminado de cumplir en todos sus aspectos, tras el abandono de los sindicatos de Comisiones Obreras y UGT por intereses ocultos.
En 2017, Juan Villalonga Navarro es implicado en el caso de los llamados Paradise Papers (evasión fiscal).
Javier Marías, académico de la lengua y novelista dice:

«El tal Villalonga ha logrado el peor funcionamiento de Telefónica de que hay memoria, y lo tenía difícil, hay que reconocerle el mérito.»
Será amado cuando falte, Madrid, Alfaguara, 1999, p 194.